# Myriotrochus rinkii
Myriotrochus rinkii is een zeekomkommer uit de familie Myriotrochidae.
De wetenschappelijke naam van de soort werd in 1851 gepubliceerd door Japetus Steenstrup.